# Надеждино (Запорожская область)
Надеждино (укр. Надеждине) — село,
Надеждинский сельский совет,
Приазовский район,
Запорожская область,
Украина.
Код КОАТУУ — 2324583801. Население по переписи 2001 года составляло 494 человека.
Является административным центром Надеждинского сельского совета, в который, кроме того, входит село 
Волна.

## Географическое положение
Село Надеждино находится у истоков реки Джекельня,
ниже по течению на расстоянии в 5 км расположено село Гирсовка.

## История
- 1861 год — дата основания.
- 21 сентября 1943 года село освобождено от германской оккупации.[2]

## Экономика
- «Зоря», ООО.

## Объекты социальной сферы
- Детский сад.
- Дом культуры